# Platygaster splendidula
Platygaster splendidula är en stekelart som beskrevs av Johannes Friedrich Ruthe 1859. Platygaster splendidula ingår i släktet Platygaster och familjen gallmyggesteklar. Arten är reproducerande i Sverige. Inga underarter finns listade i Catalogue of Life.